# Webécrivain public
Le webécrivain public est un écrivain public spécialisé dans le maniement du web, bénéficiant d'une formation en recherche documentaire (documentaliste ou recherchiste).
Il intervient comme tierce personne entre les administrations, qui proposent de plus en plus leurs prestations via des sites web, et les personnes qui y recourent mais n'ont pas d'ordinateur, ou pratiquent insuffisamment ce média.

## Contexte
Les administrations, souhaitant avec raison réduire les files et les délais d'attente, ont en effet sans le vouloir précarisé certaines franges de la population: les Nouvelles Techniques d’Information et de Communication (NTIC) ont un langage, des abréviations et des circuits de communication parfois déroutants. S’approprier et exploiter ces techniques conditionne le positionnement social de chacun, donc son intégration ou son exclusion. 
Le webécrivain public couple les compétences humaines et sociales de l'écrivain public et celles d'une personne connaissant bien les ressources informatiques et leurs débouchés multiples.
Outre sa maîtrise de l’écrit – première clé de l’accès à la société de l’information -  il est médiateur, soumis au secret professionnel puisque manipulant des données privées et confidentielles. 
Sa connaissance des technologies, des codes de navigation, des différentes manières de récupérer les informations pertinentes sur Internet, en font un soutien social important.

## Le rôle du webécrivain public face à la fracture numérique
La fracture numérique ne se limite pas aux pays du tiers-monde, puisqu'en Suisse, en Belgique francophone et en France, un habitant sur cinq n'utilise jamais d'ordinateur et n'a donc pas accès à Internet.
En  Europe occidentale et aux États-Unis, près de la moitié de la population ne possède toujours pas d’ordinateur ou ne sait pas s’en servir.
Environ les trois quarts des pages d’Internet sont en anglais, donc inaccessibles à ceux qui ne pratiquent pas cette langue.
Le rôle du webécrivain public est d’intégrer les personnes en situation de fracture numérique, les seconder dans une tâche ou une recherche précise dans un premier temps ; les familiariser avec l’informatique dans un deuxième temps, car même de simplement savoir allumer un ordinateur et écrire une lettre constitue une source d’estime de soi importante, une réassurance sur sa capacité à entrer en contact avec les autres. Une formation plus poussée peut même devenir prétexte à l’échange entre participants, au « retissage » de relations sociales pour les plus isolés, comme les seniors.

## Associations
- AEPS en Suisse :
- GREC en France :
- Espace Écrivain Public en Belgique :